# Sofaprobleem

De sofa van Hammersley is nog niet de grootste vorm die langs de hoek kan passeren.

Het sofaprobleem is een meetkundig probleem dat de Oostenrijks-Canadese wiskundige Leo Moser in 1966 voor het eerst op papier stelde, maar dat al langer door velen informeel was bestudeerd. Het is een tweedimensionale vereenvoudiging van het alledaagse probleem dat verhuizers hebben, namelijk om een sofa of een ander meubel te verplaatsen langs een hoek in een gang. Meer bepaald zoekt het sofaprobleem naar de vlakke figuur met de grootst mogelijke oppervlakte die zonder vervorming door een L-vormige gang kan verplaatst worden. Beide delen van de gang zijn 1 eenheid breed.
De maximale oppervlakte A van zo een figuur staat bekend als de sofaconstante. Dat er inderdaad een (niet noodzakelijk unieke) sofa met maximale oppervlakte bestaat, werd bewezen door John Conway en M. Guy. De exacte waarde van de sofaconstante is evenwel nog een openstaand probleem.

## Boven- en ondergrenzen
Een bovengrens voor de sofaconstante is {\displaystyle 2{\sqrt {2}}\approx 2{,}8284}, wat John Hammersley in 1968 publiceerde.
Het is duidelijk dat een halve cirkel met straal gelijk aan 1 door de hoek kan passeren. De oppervlakte daarvan, {\displaystyle \pi /2\approx 1{,}570796327} is dus een ondergrens van de sofaconstante.
Hammersley vond een betere ondergrens van {\displaystyle \pi /2+2/\pi \approx 2{,}207416099}, de oppervlakte van de "sofa van Hammersley" die in de figuur is afgebeeld. Deze is gevormd uit een rechthoek van 1 bij 4/π waaruit een halve cirkel met straal 2/π is weggesneden, geflankeerd door twee kwartcirkels van straal 1.
Joseph Gerver vond later een nog grotere sofa, met oppervlakte ongeveer 2,2195, een waarde die wellicht zeer dicht bij de werkelijke sofaconstante ligt. Gerver formuleerde het vermoeden dat zijn "sofa" inderdaad die is met de maximale oppervlakte.